# Maxillaria cuencana
Maxillaria cuencana är en orkidéart som beskrevs av Leslie Andrew Garay. Maxillaria cuencana ingår i släktet Maxillaria och familjen orkidéer.
Artens utbredningsområde är Ecuador. Inga underarter finns listade i Catalogue of Life.